# V-19奔流戰機
V-19奔流戰機（英語：V-19 Torrent Fighter）是星際大戰：複製人之戰 (2008年電視影集)和星際大戰：複製人之戰 (2003年電視影集)中出現虚构的一类攻击型星际战斗机，此戰機原本設計為短程戰機，而共和國技師加裝了等級一的超空間引擎讓戰機執行護航任務。特別的機身擁有兩對摺疊翼，不但能增強操縱性，也讓駕駛更容易進入側開的座艙中。下方分開的翼面連接一只強化的反重力引擎，因此本戰機能進行短程起降。該戰機裝有爆破炮和震盪導彈發射器
V-19的原型最早是在基歐諾西斯戰役出場的，證明了其具有期望速度和操縱性的突擊戰機價值，共和國很快就引入V-19到日漸茁壯的克隆人军團中。因為訓練複製人駕駛員要數個月時間讓他們操作更為熟悉，因此數量還不足以用在複製人之戰初期的一些衝突中，不過在Muunilinst戰役中有的著搶眼的表現。
V-19它的許多技術被應用在後來被稱為V翼戰機身上。

## 歷史

### 生產倉促
V-19的原型在第一次的基歐諾西斯戰役過程中被證明是成功後，共和國很快開始大規模生產V-19並添加到安納金·天行者的克隆人军團，以彌補共和攻擊砲艇對付敵人的星際戰機是無效的。然而，由於為共和國的複製人駕駛員進行了幾個月的訓練，使得他們能夠熟練地駕駛這艘船，所以這場戰爭早期的許多戰機都沒有大量生產。而他們沒有做出突出的表現，直到Muunilinst戰役，其中156架V-19是由修改的歡呼者級強襲運輸艦為母艦帶入作戰。

### 戰鬥過程
在營救被綁架赫特人賈巴的兒子行動中，V-19戰機在場，當時由歐比王·肯諾比率援軍抵達，協助天行者將軍撤退。克諾比將軍在還是士兵的指挥官“老怪” (Commander Odd Ball)的幫助下領導了對抗分離主義的禿鷹機器人。當天行者將軍試圖登陸機庫時，一架禿鷹機器人以自殺特攻的方式超越了他們，撞上了機庫並摧毀了在機庫所有的V-19，使得天行者將軍無法登陸。
在賴洛思戰役期間，也看到V-19的行動，由天行者和他的學徒從分離主義手中解放了賴洛思(Ryloth)星球。

## 外部連結
- 星战官网数据库：V-19奔流戰機 （页面存档备份，存于）
- 卡蘭坦斯星戰軍武資料庫 （页面存档备份，存于）